# Torna a Surriento
«Torna a Surriento» («Vuelve a Sorrento») es una de las canciones napolitanas más conocidas junto con «O sole mio», «Funiculì, funiculà» o «Santa Lucia». La música fue compuesta en 1902 por Ernesto de Curtis y la letra en napolitano por su hermano Giambattista, en honor del político Giuseppe Zanardelli, con la finalidad de que volviera a Sorrento, para que contribuyera a la reconstrucción de la ciudad que, en aquella época, se encontraba en un estado deplorable.
La canción fue incorporada al repertorio de numerosos tenores y cantantes de música popular, como Enrico Caruso, Tito Schipa, Giuseppe Di Stefano, Beniamino Gigli, Mario Lanza, Elvis Presley, José Carreras, Plácido Domingo, Luciano Pavarotti, Andrea Bocelli, Meat Loaf, Ana Maria González, Nino Martini, Franco Corelli, Il Volo, entre otros.

## Versión de Dean Martin
Dean Martin realizó su interpretación del tema en italiano en 1952, la cual inspiraría a Elvis Presley años más tarde.  En 1962 Martin volvió a grabar el tema, esta vez en inglés en una versión adaptada por Joseph J. Liley rebautizada como "Take Me In Your Arms (Torna a Surriento)" y editada en el álbum "Dino:Italian love songs". 

## Versión de Elvis Presley
Fue la segunda vez que Elvis interpretó y grabó dentro de su repertorio, una canción italiana adaptada al idioma inglés. La primera ocasión había sido con O Sole Mio, retitulada It's Now or Never la cual se convertiría en uno de los mayores éxitos comerciales en formato de sencillo, de toda su carrera. En esta nueva oportunidad Elvis registró las tomas el 30 de octubre de 1960 en el legendario estudio B de RCA en Nashville, Tennessee. La compañía editó la cuarta toma de la canción y confeccionó un sencillo con el tema Surrender en su lado B, el cual salió a la venta el 7 de febrero de 1961, entrando en el mismo mes en las listas del Billboard Hot 100 donde alcanzaría el puesto # 1 el 26 de Marzo del mismo año. 

## Letra en napolitano
Vide'o mare quant’è bello,

spira tantu sentimento,

Comme tu a chi tiene a' mente,

Ca scetato 'o faie sunnà.

Guarda gua' chistu ciardino;

Siente, siente sciure arance:

Nu profumo accussi fino

Dinto 'o core se ne va…

E tu dice: "I’o parto, addio!"

T’alluntane da stu core…

Da sta terra de l’ammore…

Tiene 'o core 'e nun turnà?

Ma nun me lassà,

Nun darme stu turmiento!

Torna a Surriento,

famme campà!

Vide'o mare de Surriento,

che tesoro tene nfunno:

chi ha girato tutto 'o munno

nun l'ha visto comm'a ccà.

Guarda attuorno sti Serene,

ca te guardano 'ncantate,

e te vonno tantu bene...

Te vulessero vasà.

E tu dice: "I'o parto, addio!"

T'alluntane da stu core

Da sta terra de l'ammore

Tiene 'o core 'e nun turnà?

Ma nun me lassà,

Nun darme stu turmiento!

Torna a Surriento,

Famme campà!

## Letra en español
Mira el mar, qué hermoso es,

inspira tanto sentimiento,

como tú, que a quien miras,

despierto le haces soñar.

Mira, mira este jardín,

huele, huele estas flores de naranjo,

un perfume tan fino

que va directo al corazón.

Y tú dices: "Yo me voy, adiós".

Te alejas de este corazón…

de la tierra del amor…

¿tienes el valor de no volver?

Pero no me dejes,

no me des este tormento!

Vuelve a Sorrento,

¡hazme vivir!

Mira el mar de Sorrento,

Qué tesoros tiene en el fondo

Quien ha viajado por todo el mundo

no lo ha visto como aquí.

Mira alrededor, estas sirenas,

que te miran encantadas,

y te quieren tanto,

que te querrían besar.

Y tú dices: "Yo parto, adiós".

Te alejas de este corazón,

de la tierra del amor,

¿tienes el valor de no volver?

Pero no me dejes,

no me des este tormento!

Vuelve a Sorrento,

¡hazme vivir!